# Bat Out of Hell III: The Monster Is Loose
Bat Out of Hell III: The Monster Is Loose es el noveno álbum de estudio de Meat Loaf. Viene a ser la tercera parte de la saga iniciada en 1977.
El disco es producido por Desmond Child y no todas las canciones son de Jim Steinman como ocurriera en las 2 anteriores partes, esto ha provocado controversia.
Las letras, junto a Jim Steinman, las firman Diane Warren, James Michael, Desmond Child, Nikki Sixx, John 5, Marti Frederiksen y Elena Casals
Y contó con la colaboración de Todd Rundgren (productor del primer disco), Marion Raven, Jennifer Hudson, Patti Russo (en la última canción que interpreta junto a Meat Loaf), Brian May, John Shanks, Steve Vai y otros.
Debido al estado de salud de Meat Loaf se esperó una gira, pero esta no fue extraordinariamente grande. Ya ha anunciado que dio varias fechas en cada ciudad para poder tocar en directo todas las canciones de la saga.
La portada del disco la firma Julie Bell.

## Controversia con Jim Steinman
La controversia con Jim Steinman viene de lejos. Después del éxito del primer Bat Out Of Hell empezaron los problemas personales y legales entre ambos, pues según parece Jim no suposo asumir quedar en una segunda fila, cuando ambos crearon el disco, otras fuentes dicen que Meat sucumbió en exceso en el mundo de las drogas y el alcohol y perdió su voz.
Como fuera, Jim sacó su propio disco en 1981 llamado "Bad For Good" y colaboró con Meat para el álbum "Dead Ringer".
Después solo se hablarían por medio de los abogados.
En 1993 se reunieron de nuevo y salió a la luz "Bat Out Of Hell II: Back Into Hell", siendo número uno en ventas en buena parte del mundo.
En 1995 ya pudo haber más problemas legales, pero esta todo en el aire.
Y ahora parece que Jim si querría hacer todo un disco con temas nuevos, pero estaba tardando mucho en escribir estos temas debido a un par de infartos, y Meat Loaf no quiso esperar a que Jim terminase, pues podría ser que el ya no estuviese en condiciones, por eso se decidió en sacar los temas que Jim ya tiene escritos, muchos de ellos desde hace años, y se hizo rodear de nuevos músicos para captar a un nuevo público.
Otra parte de la polémica es por el copyright de la marca comercial "Bat Out Of Hell". Al final llegaron a un acuerdo amistoso para el uso de la misma. Dejando la vía libre a Jim Steinman para futuros proyectos siguiendo la estela.

## Canciones
1. "The Monster Is Loose" (Desmond Child/Nikki Sixx/John '5' Lowery) - 7:13
2. "Blind As A Bat" (Child/James Michael) - 5:51
3. "It's All Coming Back to Me Now" (Jim Steinman) -  dueto con Marion Raven - 6:06
4. "Bad For Good" (Steinman)[1] - con Brian May
5. "Cry Over Me" (Diane Warren) - 4:40
6. "In The Land Of The Pig, The Butcher Is King" (Steinman)[2] - con Steve Vai - 5:31
7. "Monstro" (Child/Holly Knight/Elena Casals) - 1:40
8. "Alive" (Child/Michael/Knight/Andrea Remanda) - 4:23
9. "If God Could Talk" (Child/Marti Frederiksen) - 3:46
10. "If It Ain't Broke, Break It" (Steinman)[3] - 4:50
11. "What About Love?" (Child/Frederiksen/Russ Irwin/John Gregory) - dueto con Patti Russo - 6:05
12. "Seize The Night" (Steinman)[4] - 9:47
13. "The Future Ain't What It Used To Be" (Steinman) - dueto con Jennifer Hudson[5] - 7:54
14. "Cry To Heaven" (Steinman)[6] - 2:25